# Idaho
Idaho je savezna država SAD-a. Glavni i najveći grad države je Boise.

## Stanovništvo
Indijanci.- Idaho od prošlosti nastanjuju razne grupe američkih domorodaca, Indijanci Bannock, Pend d’Oreille ili Kalispel (Hanging Ears), Nez Percé ili Pierced Nose, neke skupine Sjevernih i Zapadnih Shoshona, pleme Coeur d’Alêne ili Skitswish (Pointed Hearts), neke skupine Kutenai i Snake ili Zmijskih Indijanaca. Danas su nastanjeni u nekoliko rezervata.

## Okruzi (Counties)
Idaho se sastoji od 44 okruga (counties).

## Najveći gradovi
| Grad          | Okrug      | Stanovnici 1. travanj 2000 | Stanovnici 1. srpanj 2004 |
| ------------- | ---------- | -------------------------- | ------------------------- |
| Boise         | Ada        | 185.787                    | 190.122                   |
| Nampa         | Canyon     | 51.867                     | 68.156                    |
| Pocatello     | Bannock    | 51.466                     | 50.723                    |
| Idaho Falls   | Bonneville | 50.730                     | 52.148                    |
| Meridian      | Ada        | 34.919                     | 44.962                    |
| Coeur d'Alene | Kootenai   | 34.514                     | 38.388                    |
| Twin Falls    | Twin Falls | 34.469                     | 37.619                    |
| Lewiston      | Nez Perce  | 30.904                     | 31.028                    |
| Caldwell      | Canyon     | 25.967                     | 32.718                    |
| Moscow        | Latah      | 21.291                     | 21.900                    |
| Rexburg       | Madison    | 17.257                     | 24.733                    |
| Post Falls    | Kootenai   | 17.247                     | 21.351                    |
| Eagle         | Eagle      | 11.085                     | 16.176                    |